# Strigopodia piceae
Strigopodia piceae är en svampart som beskrevs av Bat. 1957. Strigopodia piceae ingår i släktet Strigopodia och familjen Euantennariaceae.   Inga underarter finns listade i Catalogue of Life.